# Telegram (novine)
 Ovo je glavno značenje pojma Telegram (novine). Za Telegram iz 2015. pogledajte Telegram (2015.).

Telegram je bio hrvatski tjednik za politiku i kulturu koji je izlazio od 1960. do 1973. godine.

## Povijest
Tjednik Telegram pokrenut je 30. travnja 1960. godine u nakladi kuće Vjesnik, a izlazio je do 27. ožujka 1970. godine, kada je prvi puta ugašen. U Hrvatskoj enciklopediji stoji da je Telegram bio "jedini kulturni list 1960-ih u Hrvatskoj, namijenjen širokoj čitateljskoj publici, njegovao je i poticao kritiku suvremenih umjetničkih djela i društvenih prilika, donosio prijevode, kulturne vijesti iz inozemstva i književne radove". Koristio je slogan "jugoslavenske novine za društvena i kulturna pitanja", a zbog objave Deklaracije o hrvatskom jeziku 1967. godine izložen je pritiscima i konačno gašenju. 
Ponovno je pokrenut 1971. godine, nakon čega je izlazio do 1973. godine, ovaj puta sa sloganom "hrvatski list za pitanja kulture". Telegram je od 1960. do 1965. godine izlazio u nakladi kuće Vjesnik, potom ga je izdavalo Društvo književnika Hrvatske, a od 1971. do 1973. godine izlazio je u nakladi Prosvjetnoga sabora Hrvatske.

### Objava Deklaracije o nazivu i položaju hrvatskog jezika
Tjednik je 17. ožujka 1967. godine objavio Deklaraciju o nazivu i položaju hrvatskog književnog jezika, s potpisima osamnaest znanstvenih i kulturnih ustanova. U Deklaraciji je stajalo kako "Načelo nacionalnog suvereniteta i potpune ravnopravnosti obuhvaća i pravo svakoga od naših naroda da čuva sve atribute svoga nacionalnog postojanja i da maksimalno razvija ne samo svoju privrednu, nego i kulturnu djelatnost. Među tim atributima odsudno važnu ulogu ima vlastito nacionalno ime jezika kojim se hrvatski narod služi, jer je neotuđivo pravo svakoga naroda da svoj jezik naziva vlastitim imenom, bez obzira radi li se o filološkom fenomenu koji u obliku zasebne jezične varijante ili čak u cijelosti pripada i nekom drugom narodu".
| Deklaracija o nazivu i položaju hrvatskoga književnog jezika, izjava sastavljena 9. III. 1967. u Matici hrvatskoj, koju je potom prihvatila većina hrvatskih kulturnih i znanstvenih ustanova i potpisao veći broj javnih i kulturnih djelatnika. Njome se zahtijeva ravnopravan položaj hrvatskog jezika u jugoslavenskoj federaciji, slobodno oblikovanje hrvatskog jezika u skladu s hrvatskom tradicijom te puna afirmacija hrvatskog jezika u svim sferama života. Bila je osuđena od komunističkih vlasti, a mnogi njezini potpisnici bili su sankcionirani.— Hrvatska enciklopedija (LZMK) |

## Glavni urednici Telegrama
- Fadil Hadžić[1] (1960.)
- Mirko Božić[1] (1960. – 1965.)
- Mirko Bošnjak[1] (1965. – 1968.)
- Hrvoje Šarinić[1] (1968. – 1970.)
- Boris Hudoletnjak[1] (1971. – 1973.)